# Panamerikanische Spiele 2023/Triathlon
Bei den Panamerikanischen Spielen 2023 in der chilenischen Hauptstadt Santiago de Chile fanden vom 2. bis 4. November 2023 insgesamt drei Wettbewerbe im Triathlon statt, davon je einer bei den Männern und bei den Frauen sowie eine Mixedstaffel. Austragungsort war der El Sol Beach.

## Bilanz

### Medaillenspiegel
| Platz  | Land               | Gold | Silber | Bronze | Gesamt |
| ------ | ------------------ | ---- | ------ | ------ | ------ |
| 1      | Brasilien          | 2    | —      | —      | 2      |
| 2      | Mexiko             | 1    | —      | 2      | 3      |
| 3      | Vereinigte Staaten | —    | 2      | —      | 2      |
| 4      | Kolumbien          | —    | 1      | —      | 1      |
| 5      | Kanada             | —    | —      | 1      | 1      |
| Gesamt | Gesamt             | 3    | 3      | 3      | 9      |

### Medaillengewinner
| Disziplin     | Gold                                                                  | Silber                                                                       | Bronze                                                       |
| ------------- | --------------------------------------------------------------------- | ---------------------------------------------------------------------------- | ------------------------------------------------------------ |
| Männer        | Miguel Hidalgo                                                        | Matthew McElroy                                                              | Crisanto Grajales                                            |
| Frauen        | Lizeth Rueda                                                          | María Velásquez                                                              | Rosa Tapia                                                   |
| Mixed-Staffel | BrasilienMiguel Hidalgo Djenyfer Arnold Manoel Messias Vittória Lopes | Vereinigte StaatenSeth Rider Erika Ackerlund Matthew McElroy Virginia Sereno | KanadaBrock Hoel Emy Legault Liam Donnelly Dominika Jamnicky |